# Embalse de Shiroro
El embalse de Shiroro se encuentra en el río Kaduna, afluente por la izquierda del río Níger, en el estado de Níger, en Nigeria. La presa se encuentran a 70 km al nordeste de Minna, capital del estado de Níger, y muy cerca de la ciudad de Shiroro. Su principal función es la producción de energía hidroeléctrica, para ello posee cuatro turbinas Francis de 150 MW cada una que producen 600 MW en total.
Junto con los embalses de Kainji (760 MW) y Jebba (450 MW), produce la mayor parte de la energía hidroeléctrica de Nigeria. 

## La presa
La presa es un dique de tierra de 115 m de altura con una longitud de 700 m. Tiene 300 m de anchura en la base y 7,5 m de anchura en la parte superior, con un aliviadero de crecidas en la orilla derecha que comprende cuatro compuertas. Cada una de ellas posee una tubería de presión de 6,3 m de diámetro y una longitud de 97 m. Tienen la pecularidad de que pueden funcionar por separado, según las necesidades. La estanqueidad de la presa está asegurada por una plancha de acero de colada continua en el lado del lago. El vertedero está montado en el lado derecho de la presa, con cuatro canales de 15 m de anchura y 16,65 m de altura, y una capacidad de 7500 m³.
Durante muchos años, la central de Shiroro no estuvo conectada a la red eléctrica del conjunto del país, hasta que la concesión fue entregada a la North South Power Limited (NSP) el 1 de noviembre de 2013.
Las variaciones de caudal del río Kaduna y, por tanto del contenido del embalse varían mucho según los años y la estación de las lluvias. En septiembre de 2003 se alcanzó un caudal máximo de 1752 m³/s, mientras el mínimo registrado es de 9,87 m³/s.